# Глебовская волость (Московская губерния)
Глебовская волость — волость в составе Коломенского уезда Московской губернии. Существовала до 1929 года. Центром волости была деревня Хонятино, Глебово. Ныне территория волости в Ступинском районе Московской области.

## История
В ходе реформы административно-территориального деления СССР в 1929 году Глебовская волость была упразднена.

## Состав

### Населённые пункты
- Большое Алексеевское
- Большое Каверино
- Буньково
- Василево
- Выселки
- Глебово — волостной центр
- Голочёлово
- Заикино
- Каменка
- Кошелевка
- Красное
- Кунавино
- Ламоново
- Малое Алексеевское
- Малое Каверино
- Малое Скрябино
- Мартыново (Мартыновское, Мартыновская)
- Марьинское
- Милино
- Мящищево
- Пестриково
- Скрябино
- Соколовка (Зубакино)
- Соловцово
- Старое
- Тишково
- Тютьково
- Хомутово
- Хонятино — волостной центр (1913)
- Четряково (Четроково)
- Щапово
- Ягничево

На 1 января 1926 года 32 селения.

### Сельсоветы
По данным 1922 года в Глебовской волости было 11 сельсоветов: Больше-Алексеевский, Больше-Каверинский, Кошелевский, Мартыновский, Пестряковский, Старинский, Тютьковский, Хомутовский, Хонятинский, Щаповский и Ягодничевский.
В 1923 году Пестряковский с/с был переименован в Четряковский, Ягодничевский — в Глебовский сельсовет, Больше-Алексеевский — в Мало-Алексеевский.
27 октября 1925 года были образованы Больше-Алексеевский и Зубахинский с/с. Четряковский с/с был переименован в Пестряковский.
В 1926 году был образован Выселковский с/с.
В 1927 году был упразднён Зубахинский с/с, а Больше-Каверинский с/с был переименован в Каверинский.